# Овруч
О́вруч (Збручий, Вручай, Беручій, Вручев, Уручій, Овручов, Овручій, Овруче) — місто в Житомирській області, центр Овруцької міської громади Коростенського району. Місто розташоване в Житомирському Поліссі. Населення близько 16 тисяч осіб (2024).

## Історія
Стародавнє місто Овруч у літописах згадується під назвами Вручай, Вручий, Овручев. Коли саме був заснований центр древлянської землі невідомо, адже ця місцевість була заселене ще в 5-4 тис. до н. е. Можна зробити припущення, що на момент походу княгині Ольги на древлян місто вже існувало. Інформація про те, що саме у 946 році було засновано чи було вперше згадано, не є достовірною.
Князь Святослав віддав землі древлян синові Олегові.

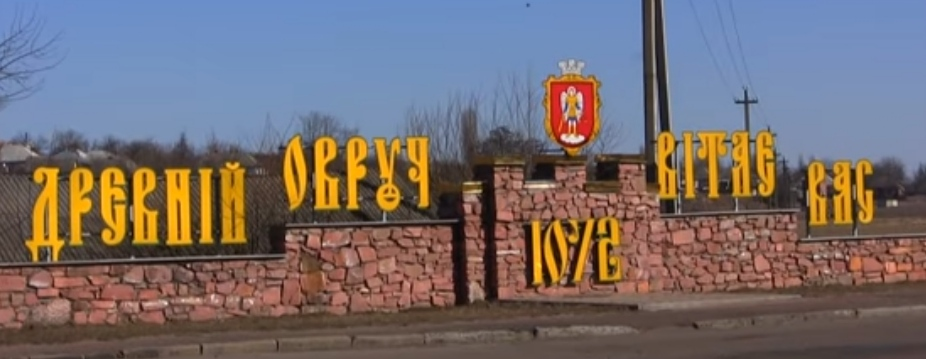
Інсталяція «Древній Овруч вітає Вас»

В Іпатіївському літопису згадується як місто, де загинув князь Олег в 977 році: «В лѣто 6485. Поиде Ярополкъ на Олга, брата своего, на Деревьскую землю … И побѣгъшю же Олгови с вои своими в городъ, рѣкомый Вручий… И вшедъ Ярополкъ в городъ Олговъ…».
Під час відступу війська до Овруча князь Олег утопився в ріці, впавши з мосту. Князь Ярополк наказав поховати князя біля місця загибелі та насипати велику могилу.
У 997 році (на честь хрещення міста) князь Володимир заклав в Овручі дерев'яну церкву, на місці якої у 1190 році князь Рюрик Ростисловович наказав спорудити мурований храм.
Входячи до складу Київської Русі, Овруч уже мав потужну фортецю.
Окремі рештки укріплень цього періоду збереглися і до наших днів. Знищений монголо-татарами, Овруч відродився і на початку XIV ст., ввійшовши до складу Галицько-Волинського князівства, мав свою фортецю. З 1356 році місто входить до Литовського князівства. У 1399 році Овруч захопив голова уряду Золотої Орди Едигей.

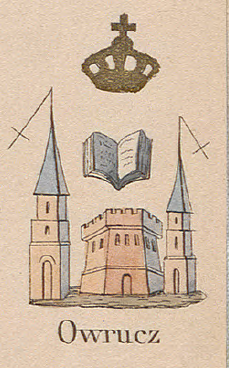
Овруч на мапі Зигмунда Герстмана

В місті існував дерев'яний замок, який було зруйновано в 1506 році. З часом фортеця була відбудована та модернізована: з'явився глибокий рів, а саму фортецю обнесли кам'яним муром. Фортеця мала чотири в'їзні брами та шість багатоярусних башт.
З першої половини XVI століття у володінні руського (українського) шляхетського роду Немиричів гербу «Клярма». Найперший з відомих представників — Єсип Немирич дружиною якого була Богдана Бабинська, донька старости житомирського (на 1545).
З 1569 році Овруч входить до Корони Польської у складі Речі Посполитої. Центр Овруцького повіту Київського воєводства до 1795 року.
Під час повстання під проводом Северина Наливайка (1594—1596 рр.) значна кількість овручан долучилась до загонів ватажка Григорія Лободи.

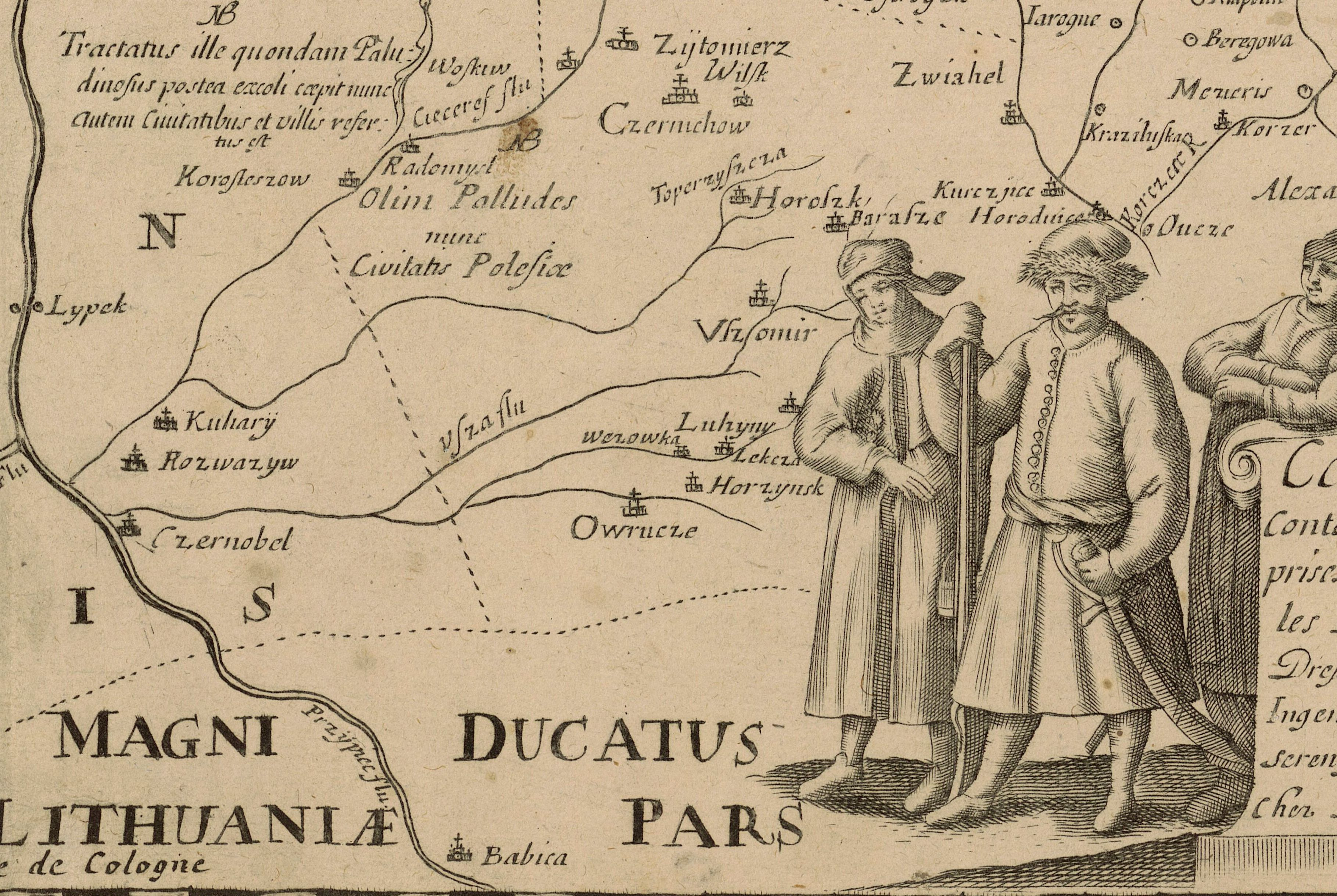
Овруч на мапі Боплана, 1648 рік

З початком Хмельниччини у 1648 році в Овручі було створено козацький полк на чолі з Іваном Голотою, що налічував понад 6 000 осіб. Повстанцям вдалося потіснити шляхту, знищити всі актові книги із записами повинностей і боргів місцевих жителів; вони стали учасниками боїв під Загальцями та Лоєвом. У той період до Овруча часто навідувався генеральський писар українського війська, овручанин Іван Виговський (уродженець с. Вигів, що тоді входило до території Овруча). А наприкінці війни його було обрано Гетьманом Війська Запорозького. Його генеральний писар Юрій Немирич.

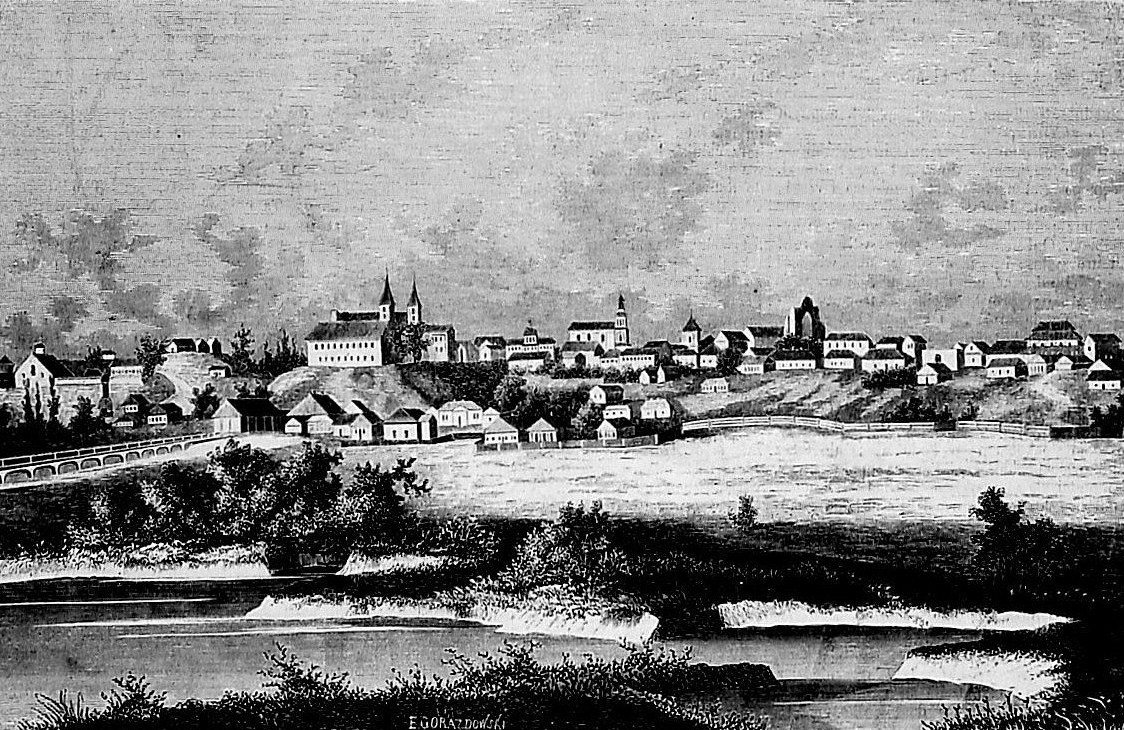
Овруч XIX ст.

У 1641 році король Владислав IV надав місту магдебурзьке право. З 1649 року Овруч — сотенне місто Київського полку. У 1648 році Овруч звільнили козаки, але за умовами перемир'ям 1667 року він знову увійшов до складу Польщі, а після 1793 — Російської імперії.
У 1773 році в Овручі функціонував навчальний заклад — Овруцький колегіум.
У 1932–1933 рр. Овруцький район входив до складу Київської області.
Внаслідок Голодомору 1932—1933 за даними різних джерел, у районі загинуло 1517 чол., на сьогодні встановлено імена 548 чол.
14 лютого 1983 року, відповідно до указу Президії Верховної ради Української РСР «Про розширення меж міста Овруча Житомирської області», до меж міста включено с. Гептари.

### Російсько-українська війна
З початком російського вторгнення в Україну, в 2022 році Овруч почав страждати від ракетних обстрілів та авіаційних бомбардувань.

## Промисловість
У місті працює молочно-консервний завод. На станції Овруч діє залізничний пункт контролю «Овруч» через державний кордон України та Білорусі у напрямку Калинковичів.

## Пам'ятки історії та архітектури

### Свято-Василівський собор

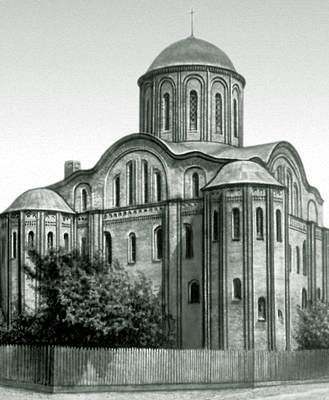
Свято-Василівський собор в Овручі (фото 1950-х років)

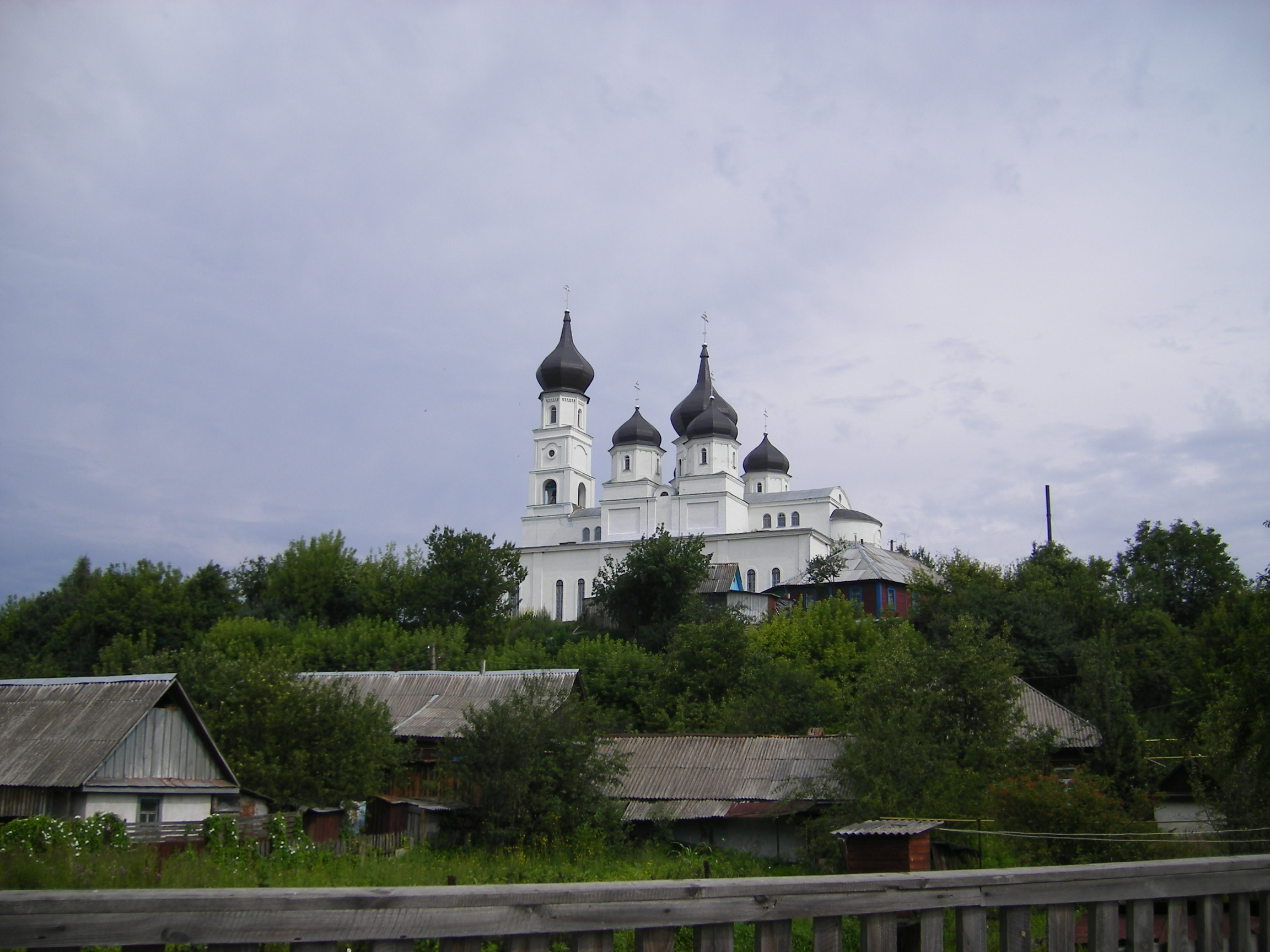
Овруч. Вид на Спасо-Преображенський собор

На місці старої дерев'яної церкви (за переказами, побудованої у 997 році князем Володимиром Святославичем, який отримав при хрещенні ім'я Василь) близько 1190 року князь Рюрик Ростиславич звів в Овручі новий кам'яний храм Святого Василія. Припускають, що архітектором цієї споруди був відомий давньоруський зодчий Петро Милоніг. Храм було побудовано у візантійському стилі за зразком Софії Київської та П'ятницької церкви в Чернігові. Під час монгольських та литовських нападів на Овруч собор кілька разів був розграбований, а пізніше –обвалився. Відновлений у 1907—1909 роках за проектом 1904—1905 року російського архітектора О. В. Щусєва. Під час реконструкції архітектори прагнули максимально відтворити первісний вигляд храму. Зокрема, залишили надійні частини стін, що збереглися, а решту добудовували, використовуючи подібний будівельний матеріал. Для відтворення матеріалу використовували частинки цегли, що знаходилася біля храму. Цегла давнього зразка також виготовлялася на місцевому заводі. На схід від собору за проектом В. М. Максимова було збудовано корпуси жіночого монастиря у псковському стилі. На відкриття храму у 1911 році приїжджав цар Микола II, який особисто опікувався відбудовою храму. Микола II подарував храму позолочене панікадило, досі зберігається в храмі. У 1935 році монастир закрили, відкрили у 1944 і знов закрили у 1959 році. Після цього Свято-Василівський храм функціонував як парафіяльний. Жіноча обитель відновила свою діяльність у 1990 році.
Церква є чотиристовпним, триапсидним, одноглавим храмом з широко розставленими хрещатими в плані стовпами. Дві круглі в плані вежі, що фланкують західний фасад, як можна вважати, повторюють споруди Ярославових часів і, зокрема, Київської Софії. Проте від останніх вони відрізняються і формами, і строго симетричним характером постановки. Припускають, що вежі виконували оборонні функції. На рівні другого поверху в середині стін зроблені вузькі галереї. Їхню наявність пов'язують з оборонним призначенням храму, оскільки він розташований перед в'їздом до замку.

### Спасо-Преображенський собор
Спасо-Преображенський собор зведено у 2001 році ліворуч від в'їзду до Овруча з півдня, на місці колишнього єзуїтського костьолу, який наприкінці XVIII ст. став греко-католицьким храмом, у 1831 році — православним, а у 1930-х рр. був знищений радянською владою. Відбудований у новому архітектурному вигляді Спасо-Преображенський храм став кафедральним собором Овруцької і Коростенської єпархії УПЦ (МП). 24 травня 2022 року громада ухвалила рішення про перехід до Православної церкви України.

### Поліська пані Картопелька
У центральному парку Овруча знаходиться скульптура «Поліська пані Картопелька». Вона є уособленням жінки і місцевого фестивалю з однойменною назвою, який проводиться після збору врожаю картоплі. Золота картопелька зображена в образі традиційної української господині: руки в боки, червоне намисто і чобітки, хустина та фартух.

## Населення
За даними перепису населення СРСР 1939 року чисельність населення становила 11 717 осіб, з них українців — 5 834, росіян — 1 584, білорусів — 182, німців — 10, євреїв — 3 862, поляків — 111, інших — 316.

### Чисельність населення
| 1897 | 1959   | 1979   | 1989   | 2001   | 2016   |
| ---- | ------ | ------ | ------ | ------ | ------ |
| 7393 | 11 536 | 15 401 | 19 121 | 17 031 | 16 429 |

### Національний склад
Розподіл населення за національністю за даними перепису 2001 року:
| Національність  | Відсоток |
| --------------- | -------- |
| українці        | 89,94 %  |
| росіяни         | 7,27 %   |
| білоруси        | 1,47 %   |
| євреї           | 0,50 %   |
| поляки          | 0,27 %   |
| інші/не вказали | 0,55 %   |

### Мова
Розподіл населення за рідною мовою за даними перепису 2001 року:
| Мова            | Чисельність | Відсоток |
| --------------- | ----------- | -------- |
| українська      | 15 166      | 89,76 %  |
| російська       | 1 588       | 9,40 %   |
| білоруська      | 109         | 0,65 %   |
| єврейська       | 11          | 0,07 %   |
| вірменська      | 3           | 0,02 %   |
| болгарська      | 3           | 0,02 %   |
| румунська       | 2           | 0,01 %   |
| польська        | 1           | 0,01 %   |
| угорська        | 1           | 0,01 %   |
| інші/не вказали | 12          | 0,05 %   |

### Єврейська громада
Перші відомості про єврейську громаду датуються 1629 роком. Під час повстання Б. Хмельницького громаду було знищено. Згідно з переписом 1765 року в Овручі була значна єврейська громада, більша частина євреїв стала прихильниками хасидизму. У 1847 році у місті жили 1773 євреї, в 1897 році — 3445 євреїв (при загальному населенні 7393 людини). Місто було одним центрів діяльності сіоністів партії Поалей-Ціон. Під час єврейського погрому наприкінці 1918 року під проводом отамана Козиря-Зірки було вбито 80 євреїв, розграбовано і спалено єврейські будинки. У 1926 році кількість єврейського населення становила 3400 осіб. 22 серпня 1941 року Овруч був окупований німецькими військами. Деякі євреї, які не встигли евакуюватися і не були знищені в перші дні окупації, були ув'язнені в гетто в 1941-42 роках.
Після війни повернулись декілька сотень євреїв. Наприкінці 1960-х років в Овручі жило близько двох тисяч євреїв. З кінця 1980-х років більшість з них виїхала до Ізраїлю, США, Німеччини та інших країн. Так уродженкою Овруча була прабабуся відомої американської танцівниці та поп-співачки Поли Абдул Маріам Голубицька.

## Відомі люди

### Народилися
- Онушко Володимир Володимирович (1995—2022) — старший лейтенант збройних сил України, учасник російсько-української війни.
- Швець Андрій Тарасович — (01.01.1994-02.03.2022), солдат Збройних Сил України , 148-й окремий гаубичний самохідно-артилерійський дивізіон, учасник російсько-української війни що загинув у ході російського вторгнення в Україну в 2022 році.
- Дашкевич Остап (бл. 1472 — 1535) — козацький ватажок, староста канівський і черкаський, народився в Овручі.
- Демидчук Ігор Олександрович (1993—2022) — загинув 21 лютого 2022 року.
- Іван Виговський (бл. 1608—1664) — український військовий, політичний і державний діяч.
- Ващук Ігор Олександрович  (1994—2014) — солдат Збройних сил України, учасник російсько-української війни.
- Дуб Олексій Федорович — солдат ЗСУ, загинув у боях за смт Луганське[13].
- Закусило Олександр Володимирович (1984—2014) — солдат Збройних сил України, учасник російсько-української війни, нагороджений орденом «За мужність» (посмертно).
- Макарій Канівський (бл. 1605 — 1678) — український архімандрит, у 1660 — 1671 роках керував монастирем в Овручі.
- Карпенко Василь Васильович (1961—2015) — підполковник Збройних сил України, учасник російсько-української війни, нагороджений орденом «За мужність» (посмертно).
- Карпович Анатолій Васильович (1985—2014) — капітан міліції, учасник російсько-української війни[14]
- Кац Семен Юділевич (1915—1985) — український вчений-правознавець, доктор юридичних наук
- Козінцева Лариса Максимівна (1929—2004) — український гідролог, кандидат географічних наук, доцент Київського національного університету імені Тараса Шевченка).
- Коронський Любомир Анатолійович (1988—2022) — молодший сержант Збройних Сил України, учасник російсько-української війни, що загинув у ході російського вторгнення в Україну в 2022 році.
- Луговий Олександр Володимирович — український письменник.
- Журавель Юрій Григорович — український музикант.
- Ржевуцький Віктор Юрійович — козак 6-ї гарматної бригади 6-ї Січової дивізії Армії УНР, інженер-економіст.
- Сірик Юрій Володимирович (1975—2016) — сержант Збройних сил України, учасник російсько-української війни[15].
- Стефано Іттар — італійський архітектор, яскравий представник сицилійського бароко.
- Лавринович Олександр Володимирович (нар. 1956) — український політик і державний діяч.
- Цибульник Суламіф Мойсеївна (1913—1996) — український кінорежисер.
- Кисельов Григорій Леонідович (1901—1952) — український музикознавець і педагог, кандидат мистецтвознавства, написав першу дисертацію про Музику у житті і творчості Лесі Українки.
- Чабанов Дмитро Анатолійович (1982—2014) — старший солдат Збройних сил України, учасник російсько-української війни.
- Яворський Олексій Сергійович — солдат Збройних Сил України, учасник російсько-української війни, що загинув у ході російського вторгнення в Україну в 2022 році.

### Працювали
- Дуб Олексій Федорович (1979—2015) — солдат Збройних сил України, учасник російсько-української війни.
- Андрій Малишко (1912—1970) — український поет, перекладач, літературний критик, в Овручі працював учителем.

### Поховані
- Пешко Сергій Миколайович (1989—2014) — молодший сержант Збройних сил України, учасник російсько-української війни, нагороджений орденом «За мужність» III ступеня (посмертно).

### Овруцькі старости
- Михайло Халецький — син Михайла, городничий Києва, посол до Криму 1521 року[16]

## Міста-побратими
Цедри-Велькі, Польща